# Campeonato Mundial de Voleibol Feminino de 1952
1° Campeonato Mundial de Voleibol Feminino
O Campeonato Mundial de Voleibol Feminino de 1952 foi a primeira edição do torneio organizado pela Federação Internacional de Voleibol (FIVB). Foi realizado em Moscovo, União Soviética, de 17 a 29 de agosto de 1952. A União Soviética consagrou-se a primeira equipe campeã mundial após vencer todos os jogos. A Polônia ficou com o vice-campeonato e a Checoslováquia com a medalha de bronze.

## Equipes participantes
- Predefinição:Country data BGR 1946-1967 Bulgária
- Checoslováquia
- França
- Predefinição:Country data HUN 1949-1956 Hungria
- Índia
- Polônia
- Predefinição:Country data ROU 1952-1965 Romênia
- Predefinição:Country data URS 1923-1955 União Soviética

## Fase única
| Data   |                                                         | Placar |                                                  | 1º Set | 2º Set | 3º Set | 4º Set | 5º Set | Total |
| ------ | ------------------------------------------------------- | ------ | ------------------------------------------------ | ------ | ------ | ------ | ------ | ------ | ----- |
| 17 ago | União Soviética Predefinição:Country data URS 1923-1955 | 3–0    | Predefinição:Country data BGR 1946-1967 Bulgária | 15–10  | 15–4   | 15–6   |        |        | 45–20 |
| 17 ago | Polônia                                                 | 3–0    | Predefinição:Country data HUN 1949-1956 Hungria  | 15–5   | 15–3   | 15–5   |        |        | 45–13 |
| 18 ago | Checoslováquia                                          | 3–0    | Predefinição:Country data ROU 1952-1965 Romênia  | 15–10  | 15–12  | 15–4   |        |        | 45–26 |
| 19 ago | Polônia                                                 | 3–1    | Predefinição:Country data BGR 1946-1967 Bulgária | 15–12  | 15–9   | 4–15   | 15–9   |        | 49–45 |
| 20 ago | Checoslováquia                                          | 3–0    | Predefinição:Country data HUN 1949-1956 Hungria  | 15–9   | 15–8   | 15–9   |        |        | 45–26 |
| 20 ago | Romênia Predefinição:Country data ROU 1952-1965         | 3–0    | França                                           | 15–7   | 15–5   | 16–14  |        |        | 46–26 |
| 22 ago | Checoslováquia                                          | 3–0    | França                                           | 15–4   | 15–1   | 15–0   |        |        | 45–5  |
| 22 ago | União Soviética Predefinição:Country data URS 1923-1955 | 3–0    | Predefinição:Country data ROU 1952-1965 Romênia  | 15–5   | 15–3   | 15–7   |        |        | 45–15 |
| 22 ago | Polônia                                                 | 3–0    | Índia                                            | 15–1   | 15–3   | 15–0   |        |        | 45–4  |
| 23 ago | França                                                  | 3–0    | Índia                                            | 15–6   | 15–2   | 15–3   |        |        | 45–11 |
| 23 ago | União Soviética Predefinição:Country data URS 1923-1955 | 3–0    | Checoslováquia                                   | 15–10  | 15–5   | 15–6   |        |        | 45–21 |
| 23 ago | Polônia                                                 | 3–1    | Predefinição:Country data ROU 1952-1965 Romênia  | 15–10  | 11–15  | 15–5   | 15–7   |        | 56–37 |
| 23 ago | Bulgária Predefinição:Country data BGR 1946-1967        | 3–1    | Predefinição:Country data HUN 1949-1956 Hungria  | 15–5   | 9–15   | 15–12  | 15–10  |        | 54–42 |
| 24 ago | Hungria Predefinição:Country data HUN 1949-1956         | 3–1    | França                                           | 15–4   | 12–15  | 15–13  | 15–7   |        | 57–39 |
| 24 ago | Polônia                                                 | 3–1    | Checoslováquia                                   | 15–5   | 15–8   | 10–15  | 15–5   |        | 55–33 |
| 24 ago | Bulgária Predefinição:Country data BGR 1946-1967        | 3–0    | Índia                                            | 15–1   | 15–4   | 15–4   |        |        | 45–9  |
| 25 ago | União Soviética Predefinição:Country data URS 1923-1955 | 3–0    | Índia                                            | 15–0   | 15–1   | 15–1   |        |        | 45–2  |
| 26 ago | Hungria Predefinição:Country data HUN 1949-1956         | 3–0    | Índia                                            | 15–2   | 15–6   | 15–2   |        |        | 45–10 |
| 26 ago | Bulgária Predefinição:Country data BGR 1946-1967        | 3–1    | Predefinição:Country data ROU 1952-1965 Romênia  | 15–10  | 16–18  | 15–12  | 15–9   |        | 61–49 |
| 26 ago | União Soviética Predefinição:Country data URS 1923-1955 | 3–0    | França                                           | 15–2   | 15–3   | 15–7   |        |        | 45–12 |
| 27 ago | Checoslováquia                                          | 3–2    | Predefinição:Country data BGR 1946-1967 Bulgária | 15–3   | 5–15   | 15–11  | 13–15  | 16–14  | 64–58 |
| 27 ago | Polônia                                                 | 3–0    | França                                           | 15–7   | 15–7   | 15–10  |        |        | 45–24 |
| 27 ago | Romênia Predefinição:Country data ROU 1952-1965         | 3–0    | Índia                                            | 15–7   | 15–7   | 15–1   |        |        | 45–15 |
| 28 ago | Bulgária Predefinição:Country data BGR 1946-1967        | 3–1    | França                                           | 15–6   | 5–15   | 15–4   | 15–10  |        | 50–35 |
| 28 ago | Checoslováquia                                          | 3–0    | Índia                                            | 15–1   | 15–0   | 15–2   |        |        | 45–3  |
| 28 ago | União Soviética Predefinição:Country data URS 1923-1955 | 3–0    | Predefinição:Country data HUN 1949-1956 Hungria  | 15–2   | 15–5   | 15–4   |        |        | 45–11 |
| 29 ago | Romênia Predefinição:Country data ROU 1952-1965         | 3–1    | Predefinição:Country data HUN 1949-1956 Hungria  | 9–15   | 15–1   | 15–13  | 15–11  |        | 54–40 |
| 29 ago | União Soviética Predefinição:Country data URS 1923-1955 | 3–0    | Polônia                                          | 15–8   | 15–4   | 15–8   |        |        | 45–20 |

## Classificação
|     |                                                         |     | Jogos | Jogos | Jogos | Resultados | Resultados | Resultados | Resultados | Resultados | Resultados | Sets | Sets | Sets  | Pontos | Pontos | Pontos |
| Pos | Equipe                                                  | Pts | T     | V     | D     | 3–0        | 3–1        | 3–2        | 2–3        | 1–3        | 0–3        | V    | P    | R     | V      | P      | R      |
| --- | ------------------------------------------------------- | --- | ----- | ----- | ----- | ---------- | ---------- | ---------- | ---------- | ---------- | ---------- | ---- | ---- | ----- | ------ | ------ | ------ |
| 1   | Predefinição:Country data URS 1923-1955 União Soviética | 14  | 7     | 7     | 0     | 7          | 0          | 0          | 0          | 0          | 0          | 21   | 0    | MAX   | 315    | 101    | 3.119  |
| 2   | Polônia                                                 | 13  | 7     | 6     | 1     | 3          | 3          | 0          | 0          | 0          | 1          | 18   | 6    | 3.000 | 315    | 201    | 1.567  |
| 3   | Checoslováquia                                          | 12  | 7     | 5     | 2     | 4          | 0          | 1          | 0          | 1          | 1          | 16   | 8    | 2.000 | 298    | 218    | 1.367  |
| 4   | Predefinição:Country data BGR 1946-1967 Bulgária        | 11  | 7     | 4     | 3     | 1          | 3          | 0          | 1          | 1          | 1          | 15   | 12   | 1.250 | 333    | 293    | 1.137  |
| 5   | Predefinição:Country data ROU 1952-1965 Romênia         | 10  | 7     | 3     | 4     | 2          | 1          | 0          | 0          | 2          | 2          | 11   | 13   | 0.846 | 272    | 288    | 0.944  |
| 6   | Predefinição:Country data HUN 1949-1956 Hungria         | 9   | 7     | 2     | 5     | 1          | 1          | 0          | 0          | 2          | 3          | 8    | 16   | 0.500 | 234    | 292    | 0.801  |
| 7   | França                                                  | 8   | 7     | 1     | 6     | 1          | 0          | 0          | 0          | 2          | 4          | 5    | 18   | 0.278 | 186    | 299    | 0.622  |
| 8   | Índia                                                   | 7   | 7     | 0     | 7     | 0          | 0          | 0          | 0          | 0          | 7          | 0    | 21   | 0.000 | 54     | 315    | 0.171  |

## Premiação
| Campeonato Mundial de Voleibol Feminino de 1952 |
| Campeão                                         |
| ----------------------------------------------- |
| União Soviética 1º Título                       |

.